# Globe céleste
Globe céleste byla atrakce na světové výstavě v Paříži v roce 1900. Jednalo se o stavbu představující glóbus o průměru přes 40 m, která se nacházela na nábřeží Seiny v sousedství Eiffelovy věže.
Na podstavci vysokém asi padesát metrů se nacházela koule, do které byl přístup po širokém schodišti nebo elektrickým výtahem. Na jejím modrém povrchu byly znázorněny zlaté mytologické postavy představující souhvězdí. Koule měla na vrcholu plošinu, ze které si návštěvníci mohli prohlédnout výstaviště. Uvnitř se nacházela sedadla, ze kterých diváci mohli sledovat na panoramatických obrazech fungování sluneční soustavy jako otáčení Země kolem své osy, Měsíc procházející fázemi a dokonce i jeho zatmění.